# Groupe Coalition PCD-MDFM-UDD
Le groupe Coalition PCD-MDFM-UDD (Coligação PCD/MDFM/UDD) est un groupe parlementaire constitué autour de la coalition entre le Parti de convergence démocratique (PCD) et l'Union MDFM-UDD à l'Assemblée nationale santoméenne. Il est créé en 2018 à l'instauration de la XIe législature, et succède au groupe Parti de convergence démocratique. Il n'est pas reconduit lors de la législature suivante, en 2022.
Son leader est Danilson Cotú et son vice-leader Felisberto Afonso. Trois députés du groupe sont membres du PCD-GR et deux de l'Union MDFM-UDD.
L'Union MDFM-UDD, composée du Mouvement pour les forces de changement démocratique et de l'Union des démocrates pour la citoyenneté et le développement, se sépare en mars 2022, sans que cela n'affecte la position de la coalition.

## Effectifs
| Année | Législature | Nombre de députés | Évolution | Leader        |
| ----- | ----------- | ----------------- | --------- | ------------- |
| 2018  | XIe         | 5                 | -         | Danilson Cotú |

## Composition
| Élu                         | Parti | Parti                 | Circonscription |
| --------------------------- | ----- | --------------------- | --------------- |
| Arlindo Carvalho            |       | PCD                   | Água Grande     |
| Felisberto Fernandes Afonso |       | MDFM-UDD puis UDD     | Lembá           |
| Firmino João Raposo         |       | PCD                   | Caué            |
| Ayres Major                 |       | MDFM-UDD puis MDFM-UL | Mé-Zóchi        |
| Delfim Neves                |       | PCD                   | Lobata          |